# Spinoasa (sit SCI)
Spinoasa este o arie protejată (sit de importanță comunitară — SCI) din România, desemnată în scopul protejării biodiversității și menținerii într-o stare de conservare favorabilă a florei spontane și faunei sălbatice, precum și a habitatelor naturale de interes comunitar aflate în arealul zonei de protecție. Aceasta este întinsă pe o suprafață de 77,7 ha, integral pe uscat.

## Localizare
Centrul sitului Spinoasa este situat la coordonatele 47°15′41″N 27°10′23″E / 47.261475°N 27.173128°E. Situl se întinde pe teritoriile administrative ale comunelor  Belcești și Erbiceni din județul Iași.

## Înființare
Situl Spinoasa a fost declarat sit de importanță comunitară (ROSCI0438) în ianuarie 2016 pentru a proteja o specie faunistică.

## Biodiversitate
Situată în ecoregiunea continentală, aria protejată nu conține niciun habitat natural.
La baza desemnării sitului se află popândăul european (Spermophilus citellus), o specie faunistică aflată pe lista roșie a IUCN,